# Trần Thức
Trần Thức (tiếng Trung: 陳式; bính âm: Chen Shi; ? - ?) là tướng lĩnh nhà Thục Hán thời Tam Quốc trong lịch sử Trung Quốc.

## Cuộc đời
Không rõ quê quán, hành trạng ban đầu của Trần Thức, chỉ có thể đoán được rằng Trần Thức ban đầu chỉ là một quan quân cấp thấp trong quân đội của Lưu Bị.
Trong chiến dịch Hán Trung (217 - 219), Trần Thức tiếp thu mệnh lệnh của Lưu Bị, chỉ huy mười doanh quân phá hủy sạn đạo Mã Minh, nhưng bị Từ Hoảng đánh bại.
Năm 222, Trần Thức cùng Ngô Ban dẫn thủy quân đóng tại Di Lăng, kiềm chế quân Giang Đông ở mặt tây. Tuy nhiên cho chủ lực bị tập kích, chiến bại quá nhanh nên mọi sắp đặt trở nên vô dụng, hai tướng rút chạy về đất Thục.
Năm 229, trong lần bắc phạt thứ ba, Trần Thức nhận lệnh của Thừa tướng Gia Cát Lượng, dẫn quân thu phục hai quận Vũ Đô, Âm Bình. Tướng Ngụy là Quách Hoài muốn dẫn quân tái chiếm, bị đại quân uy hiếp thối lui.
Sau đó không còn ghi chép gì về Trần Thức.

## Quan hệ với Trần Thọ
Một số nhà nghiên cứu phê bình Trần Thọ vì sử gia này không ca ngợi tài năng cầm quân của Gia Cát Lượng trong cuốn sử Tam quốc chí, họ đưa ra lý do rằng Trần Thọ là con trai của Trần Thức, do Trần Thức bị Gia Cát Lượng xử tội nên Trần Thọ mới viết Gia Cát Lượng truyện với nhiều dánh giá thiếu công bằng về khả năng cầm quân của Gia Cát Lượng. Tiêu biểu như Tấn thư (bộ chính sử viết về nhà Tấn) của Phòng Huyền Linh đã dẫn ra chuyện này để phê bình việc Trần Thọ đã cố ý thiên vị, "lấy việc công để trả thù tư" khi cố ý hạ thấp tài cầm quân của Gia Cát Lượng

Nếu Gia Cát Lượng truyện trong Tam quốc chí có ghi chép thiếu sót, thiếu công bằng, thì cũng có thể do đối thủ chính của Gia Cát Lượng là Tư Mã Ý, tổ tiên của nhà Tấn, triều đại mà Trần Thọ làm quan. Tư Mã Ý từng bại trận khi tác chiến với Gia Cát Lượng, nếu khen Lượng có tài quân sự thì tức là gián tiếp hạ uy thế của nhà Tấn, nên Trần Thọ phải viết giảm tránh đi.

## Trong văn chương hư cấu
Trong tiểu thuyết Tam Quốc diễn nghĩa của La Quán Trung, nhân vật Trần Thức được giới thiệu là nha tướng của Hoàng Trung và tham gia vào chiến dịch Hán Trung và sau đó được thăng chức làm Đại tướng và tham gia vào chiến dịch Bắc phạt của Gia Cát Lượng.

### Chiến dịch Hán Trung
Khi Hoàng Trung toan đem quân ra địch, nhân vật Trần Thức nói rằng: Tướng quân chớ nên ra vội, tôi xin đi trước xem sao. Hoàng Trung cho Trần Thức dẫn một nghìn quân ra cửa núi bày trận. Hạ Hầu Thượng đến, hai bên đánh nhau chưa đầy vài hiệp, Hạ Hầu Thượng giả vờ thua chạy, Trần Thức đuổi theo. Đi đến nửa đường, bỗng nhiên hai bên sườn núi, đá gỗ quăng xuống không tiến lên được. Trần Thức đang rút về, thì mé sau Hạ Hầu Uyên đã dẫn quân xông ra. Trần Thức không địch nổi, bị Hạ Hầu Uyên bắt sống điệu về trại, nhiều quân sĩ đầu hàng.
Sau đó trong một trận khác Hoàng Trung bắt sống được Hạ Hầu Thượng và đem trao đổi với Trần Thức. hai bên ra một chỗ hang núi rộng rãi, dàn thành trận thế. Hoàng Trung, Hạ Hầu Uyên hai tướng cưỡi ngựa đứng hai bên cửa trận. Trần Thức, Hạ Hầu Thượng, mỗi người chỉ mặc một cái áo ngắn, đứng một bên. Một tiếng trống nổi lên, người nào người nấy chạy về trận ấy. Trong trận sau cùng Hoàng Trung chém xong Hạ Hầu Uyên rồi cùng Trần Thức hai mặt đánh dồn lại. Trương Cáp phải rút chạy.

### Chiến dịch Bắc phạt
Trong lần Lục xuất Kỳ Sơn của Gia Cát Lượng, Hậu chủ Lưu Thiện sai đại tướng Trần Thức ra giúp và Gia Cát Lượng lại dẫn quân ra Kỳ Sơn hạ trại. Gia Cát Lượng sai Trần Thức cùng Ngụy Diên, Trương Ngực, Đỗ Quỳnh ra cửa hang Cơ Cốc. Bốn tướng dẫn hai quân kéo ra cửa hang Cơ Cốc thì gặp tham mưu là Đặng Chi đến truyền lệnh Gia Cát rằng các tướng phải đề phòng quân Ngụy mai phục, chớ có khinh tiến.
Trần Thức nói: Thừa tướng sao mà đa nghi thế? Quân Ngụy gặp phải mưa to một dạo, y giáp mất cả, tất nhiên vội về, làm gì có quân phục nữa! Nay quân ta đi gấp đường vào, chắc lấy Kỳ Sơn dễ như không, sao lại không cho đi vội?
Đặng Chi gàn lại hai ba lần Trần Thức không nghe, tự dẫn năm nghìn quân ra tắt hang Cơ Cốc, Đặng Chi không sao ngăn được, phải trở về báo với Khổng Minh. Trần Thức đi được vài dậm, bỗng nghe một tiếng pháo nổ, quân phục bốn mặt đổ ra. Trần Thức vội vã rút về, thì đã bị quân Ngụy đầy núi tràn hang, vây kín lại. Trần Thức xông xáo cố rút chạy, nhưng cũng không sao ra được. May có Ngụy Diên đến cứu Trần Thức mới chạy thoát được về, năm nghìn quân chỉ còn được bốn năm trăm thương binh. Quân Ngụy đuổi theo, may có Trương Ngực, Đỗ Quỳnh đem quân ra tiếp ứng, quân Ngụy mới lui.
Trần Thức, Ngụy Diên hai người hối lại thì không sao được nữa. Đăng Chi về ra mắt Gia Cát, kể lại chuyện Ngụy Diên, Trần Thức. Đang nói chuyện thì ngựa lưu tinh về báo rằng: Trần Thức tổn mất hơn bốn nghìn người, chỉ còn bốn năm trăm quân mã bị thương đóng ở trong hang. Gia Cát sai Đăng Chi đến Cơ Cốc phủ dụ Trần Thức, phòng có sinh biến và gọi Mã Đại, Vương Bình đến dặn mưu kế và kéo đại quân, lại ra đóng ở Kỳ Sơn. Ngụy Diên, Trần Thức, Đỗ Quỳnh, Trương Ngực vào trướng, lạy phục xuống đất xin lỗi.
Gia Cát Lượng hỏi ai làm tổn thiệt quân sĩ thì Ngụy Diên tố cáo Trần Thức không nghe hiệu lệnh, cố ý vào ngầm cửa hang, đến nỗi có trận thua ấy. Trần Thức bào chữa rằng do Ngụy Diên xui ông ta. Gia Cát Lượng cho rằng Ngụy Diên đến cứu là có công, Trần Thức dám sai tướng lệnh, không lôi thôi và liền sai võ sĩ lôi Trần Thức ra chém rồi treo đầu ở trước trại, để răn các tướng. Nhân vật Gia Cát Lượng chém xong nhân vật Trần Thức, bàn việc tiến binh. (Toàn bộ chuyện trên là hư cấu trong tiểu thuyết).